# Relaciones Estados Unidos-Luxemburgo
Las relaciones Luxemburgo-Estados Unidos son las relaciones diplomáticas entre Luxemburgo y Estados Unidos.

## Historia
Los Estados Unidos, luchando en el lado Aliado, contribuyeron a la liberación de Luxemburgo en Primera Guerra Mundial y Segunda Guerra Mundial. Más de 5.000 soldados estadounidenses, incluyendo  EE. UU. Ejército General George S. Patton, están enterrados en el cementerio y monumento estadounidense de Luxemburgo cerca de la capital Ciudad de Luxemburgo, y hay Monumentos en muchas ciudades a libertadores americanos. La sólida relación entre los Estados Unidos y Luxemburgo se expresa tanto de manera bilateral como a través de una membresía común en OTAN, Organización de Cooperación y Desarrollo Económicos (OCDE) y Organización de Seguridad y Cooperación en Europa (OSCE).
De acuerdo con el Informe de liderazgo global de EE. UU. De 2012, el 42% de luxemburgueses aprueba el liderazgo de EE. UU., Con un 33% de desaprobación y un 25% de incertidumbre.

## Funcionarios

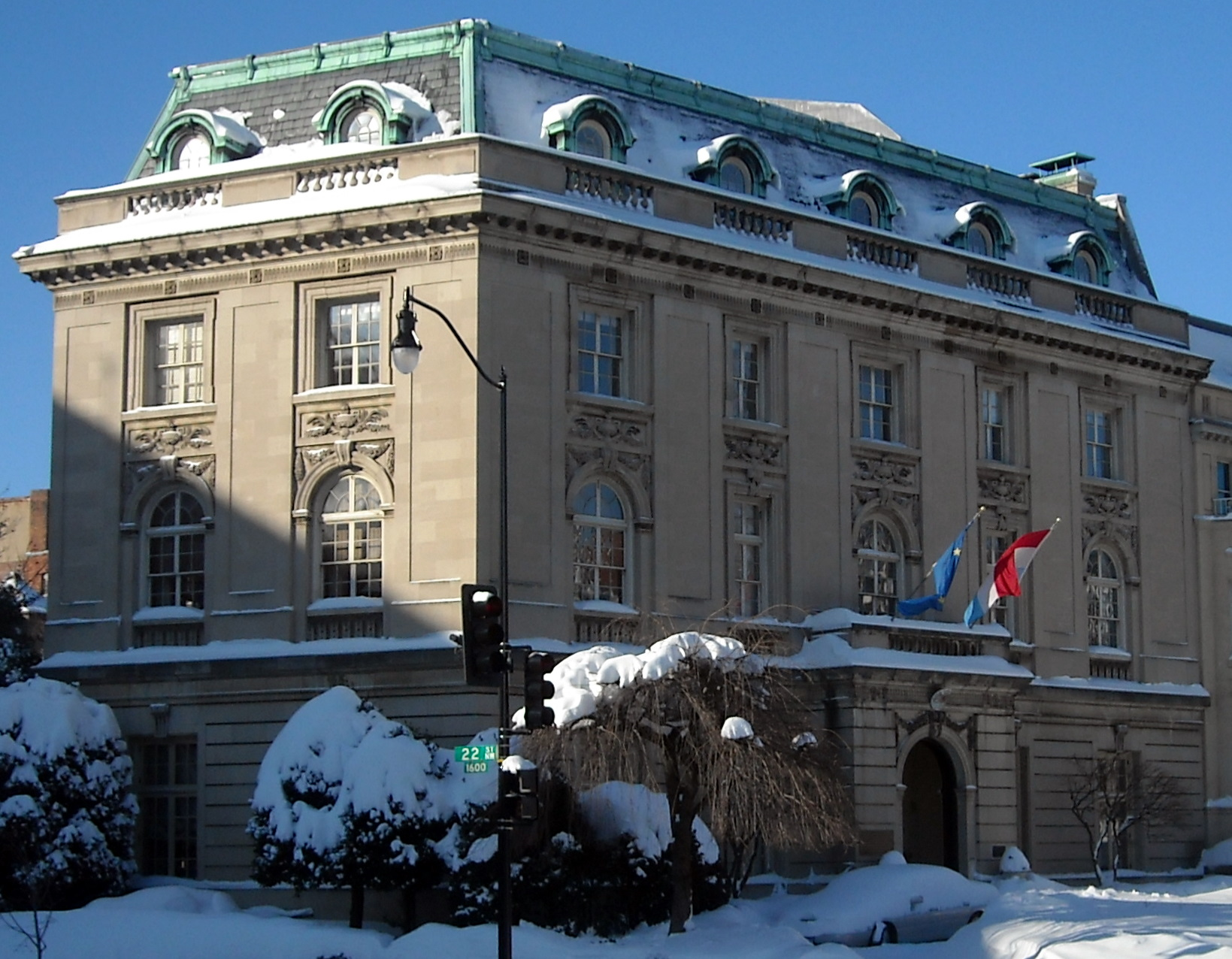
Embajada de Luxemburgo en Washington D. C.

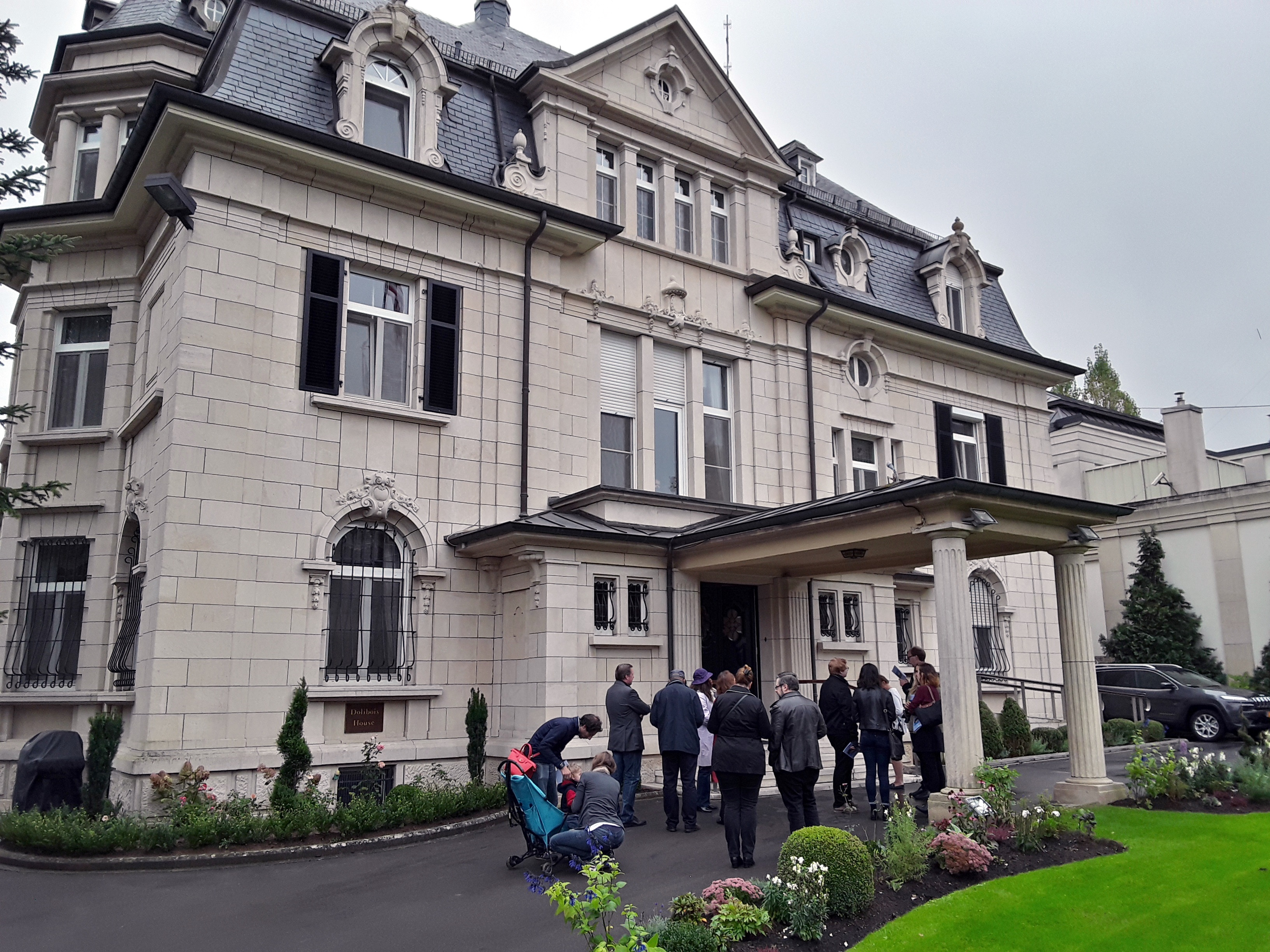
Embajada de Estados Unidos en Luxemburgo.

- Embajador de Estados Unidos en Luxemburgo: Robert A. Mandell
- Embajador de Luxemburgo en Estados Unidos: (simultáneamente Embajador no residente en Canadá y México): Jean-Louis Wolzfeld

## Embajadas y Consulados
- Embajada de Luxemburgo en Washington D. C.
- Consulate General of Luxembourg in New York
- Consulate General of Luxembourg in San Francisco
- Embassy of the United States in Luxembourg City

## Comercio
- American Chamber of Commerce in Luxembourg

## Cultura
- Luxembourg American Cultural Society

El LACS fue fundado en 2004 por personas de ascendencia luxemburguesa en América, así como por ciudadanos del Gran Ducado de Luxemburgo.

## Genealogçia
- GENELUX

Inmigración de Luxemburgo a Estados Unidos.
- The Luxembourgers in America